# Quiero un cambio
Quiero un cambio es un programa de televisión chileno, producido y emitido por Chilevisión, en donde se ofrecían "cirugías" para mejorar el aspecto físico de las personas que están inconformes. Es presentado por Francisca García-Huidobro en las 2 temporadas. Tras un extenso casting, sólo algunas personas podrán optar a una cirugía que sin duda cambiará sus vidas para siempre.
El programa sirvió como inspiración el famoso y exitoso programa británico What Not to Wear (¡No te lo pongas! en español), que a diferencia de Quiero un cambio se basa en dos expertos de moda que intentarán cambiar los hábitos de vestir de los concursantes y Quiero un cambio, aparte de cambiarles los hábitos de vestir a los concursantes, también se les operaba.

## Formato
El programa consiste en elegir 5 personas en cada capítulo, luego estos 5 participantes tiene que convencer al jurado de por qué merecen un cambio en sus vidas. El jurado ya después de haber escuchado las 5 historias eligen a 2 participantes, de los 5 participantes para cumplirles el sueño de "Quiero un Cambio".

## Resumen
| Temp.         | Inicio                 | Término               | Capítulos | Promedio Rating | Presentadora              | Jueces                                                |
| ------------- | ---------------------- | --------------------- | --------- | --------------- | ------------------------- | ----------------------------------------------------- |
| 1.ª temporada | 5 de diciembre de 2011 | 20 de febrero de 2012 | 12        | 13,8            | Francisca García-Huidobro | "Roberto Hoppman" "Natalia Toro" Angélica Castro      |
| 2.° Temporada | 16 de mayo de 2013     | 8 de agosto de 2013   | 13        | 11,8            | Francisca García-Huidobro | "Roberto Hoppman" "Natalia Toro" Maximiliano Gallardo |

## Producción
| Puesto                 | Integrante                                 |
| ---------------------- | ------------------------------------------ |
| Director De Televisión | Alejandro Schlesinger                      |
| Productor General      | Eduardo Gutiérrez Correa                   |
| Editora Periodística   | Evelyn Araos                               |
| Periodista             | Alejandra Bustamante Carla Burgos          |
| Director De Fotografía | Fernando Varas                             |
| Montajista Jefe        | Cristián Mendoza                           |
| Sonidista Jefe         | Víctor Rubio                               |
| Montajista             | Daniel Vera Susana Vega Guillermo Alvarado |
| Camarógrafo            | Nicolás Vergara                            |
| Sonidista              | Francisco Cruzat                           |
| Productora             | Macarena Hernández Sebastián Padilla       |

## Primera temporada

### Jurado
| Nombre          | Especialidad                       |
| --------------- | ---------------------------------- |
| Roberto Hoppman | Cirujano plástico                  |
| Angélica Castro | Estiticista y diseñadora de imagen |
| Natalia Toro    | Psicóloga                          |

### Participantes
| Capítulo                  | participantes                              | Edad    | Sueño | Ganadores                               |
| ------------------------- | ------------------------------------------ | ------- | --- | --------------------------------------- |
| Capítulo -                | Daniela Díaz                               | 28 años | Rinoplastía, Mentoplastía, Mamoplastía de aumento, Lipoescultura y Tratamiento dental.                    | Daniela Diaz Loreto Fredes              |
| Capítulo -                | Camila Aravena                             | 19 años | Implantes mamario y de los glúteos, eliminar la grasa del área abdominal.                                 | Daniela Diaz Loreto Fredes              |
| Capítulo -                | Loreto Fredes                              | 61 años | Lifting Facial, Blefaroplastía, Rinoplastía, Mamoplastía de aumento y Abdominoplastía.                    | Daniela Diaz Loreto Fredes              |
| Capítulo -                | Ana Khan                                   | 22 años | Implantes Mamario.                                                                                        | Daniela Diaz Loreto Fredes              |
| Capítulo -                | Yudit Olave                                | 26 años | Quiere aumentar su volumen mamario, tener la nariz respingada y arreglar sus dientes.                     | Daniela Diaz Loreto Fredes              |
| Capítulo -                | Carolina Mol                               | 27 años | Quiere aumentar su volumen mamario y el volumen de los glúteos y quiere tener la nariz más pequeña.       | Carolina Mol Paola Galdames             |
| Capítulo -                | Paula Diaz                                 | 38 años | Quiere la nariz pequeña, eliminar la grasa que le sobra del abdominal, aumentar el volumen de los glúteos | Carolina Mol Paola Galdames             |
| Capítulo -                | Yandy Capellán                             | 24 años | Quiere aumentar el volumen mamario y eliminar la grasa del área abdominal.                                | Carolina Mol Paola Galdames             |
| Capítulo -                | Aylyne Vicencio                            | 26 años | Quiere aumentar el volumen mamario, tener la nariz un poco más pequeña.                                   | Carolina Mol Paola Galdames             |
| Capítulo -                | Paola Galdames                             | 35 años | Quiere aumentar el volumen mamario y tener la nariz más pequeña.                                          | Carolina Mol Paola Galdames             |
| Capítulo Especial Famosos | Romina Sáez Ex Mekano                      | 29 años | Quiere disminuir el volumen de sus mamas y quitar las cicatrices de su rostro.                            | Eduardo Cruz-Johnson Angélica Sepúlveda |
| Capítulo Especial Famosos | Emeterio Ureta                             | 67 años | Quiere quitarse la grasa del área abdominal, quitarse la piel que le sobra del cuello de los párpados.    | Eduardo Cruz-Johnson Angélica Sepúlveda |
| Capítulo Especial Famosos | Beatriz Alegret Vedette                    | 49 años | Quiere aumentar el volumen mamario.                                                                       | Eduardo Cruz-Johnson Angélica Sepúlveda |
| Capítulo Especial Famosos | Eduardo Cruz-Johnson Ex 40 o 20 y animador | 54 años | Lifting Facial y Tratamiento dental.                                                                      | Eduardo Cruz-Johnson Angélica Sepúlveda |
| Capítulo Especial Famosos | Angélica Sepúlveda Ex chica reality        | 30 años | Rinoplastía, Mentoplastía, Lipoescultura y Lipoinyección glútea.                                          | Eduardo Cruz-Johnson Angélica Sepúlveda |
| Capítulo de Repechaje     | Nataly Tavares                             | 26 años | Quiere poner prótesis mamarias y aumentar el volumen de los glúteos.                                      | Nataly Tavares                          |
| Capítulo de Repechaje     | Jean Silva                                 | 31 años | Quiere quitarse la grasa del torso                                                                        | Jean Silva                              |
| Capítulo de Repechaje     | Yudit Olave                                | 26 años | Quiere aumentar su volumen mamario, tener la nariz respingada y arreglar sus dientes.                     | Yudit Olave                             |

## Segunda temporada

### Jurado
| Nombre               | Especialidad      |
| -------------------- | ----------------- |
| Roberto Hoppman      | Cirujano plástico |
| Natalia Toro         | Psicóloga         |
| Maximiliano Gallardo | Diseñador de moda |

### Participantes
| Capítulo                | participantes        | Edad    | Sueño | Ganadores           |
| ----------------------- | -------------------- | ------- | --- | ------------------- |
| Capítulo 1              | Damián San Martín    | 22 años | Es transgénero, sacaron la glándula mamaria y grasa de sus pechos.                                                                   | Damián San Martín   |
| Capítulo 1              | Sandra Staniscia     | 30 años | Quiere arreglarse la parte dental y pararse más los glúteos.                                                                         |                     |
| Capítulo 1              | María Díaz           | 37 años | Quiere hacer desaparecer o tener menos estrías y Tener más volumen mamario.                                                          |                     |
| Capítulo 1              | Paulina Muñoz        | 23 años | Quiere tener más volumen mamario y la nariz quiere tenerla un poco más pequeña.                                                      | Paulina Muñoz       |
| Capítulo 1              | José Luis Concha     | 29 años | Quiere solucionar los dolores en la pelvis y el pene con erección, las caderas tenerlas más masculinas.                              |                     |
| Capítulo 2              | Pilar Aragón         | 20 años | Rinoplastía, Lipoescultura, Lipoinyección glútea, Resección y plastía.                                                               | Pilar Aragón        |
| Capítulo 2              | Denisse San Martín   | 24 años | Quiere ser la doble oficial de Britney Spears.                                                                                       |                     |
| Capítulo 2              | Marisol Álvarez      | 42 años | Lifting Facial, Blefaroplastía inferior, Rinoplastía, Mamoplastía de aumento, Abdominoplastía, Lipoescultura y Lipoinyección glútea. | Marisol Álvarez     |
| Capítulo 2              | Romina Reyes         | 28 años | Quiere aumento de volumen de mamas y quitarse o tapar las estrías.                                                                   |                     |
| Capítulo 2              | Verónica Sepúlveda   | 21 años | Quiere disminuir un poco el volumen mamario, levantar un poco la punta de la nariz.                                                  |                     |
| Capítulo 3              | Natalia Palma        | 23 años | Quiere arreglar su dentadura, tener la nariz más pequeña y tener más volumen mamario.                                                | Natalia Palma       |
| Capítulo 3              | Vanessa Celis        | 39 años | Quiere tener más volumen mamario, tener más volumen de masa en los glúteos y resolver el problema dental.                            |                     |
| Capítulo 3              | Catherine Morales    | 29 años | Quiere resolver su problema dental, hacerse una Liposucción y tener más volumen de masa en los glúteos.                              |                     |
| Capítulo 3              | María Jesús Morales  | 22 años | Quiere nivelar el volumen mamario, aumentar el volumen de los glúteos y sacar la joroba de su nariz.                                 |                     |
| Capítulo 3              | Myriam Mesías        | 49 años | Quiere quitarse la piel que sobra de la barriga, aumentar el volumen de los glúteos, tener prótesis dental                           | Myriam Mesías       |
| Capítulo 4              | María José Candía    | 36 años | Quiere tener la nariz respingada, más volumen mamario y sacar la grasa que tiene en el entre piernas.                                |                     |
| Capítulo 4              | Víctor Fuentes       | 26 años | Quiere quitarse la piel que le sobre en los brazos, piernas, área abdominal y espalda.                                               | Victor Fuentes      |
| Capítulo 4              | Jennifer Yáñez       | 21 años | Quiere tener más volumen mamario, tener más volumen en los glúteos y tener una cintura un poco más ancha.                            |                     |
| Capítulo 4              | Bárbara Flores       | 20 años | Quiere agrandarse los dientes, levantarse un poco las mamas, quitarse la piel que le sobre del abdomen.                              | Bárbara Flores      |
| Capítulo 4              | Camila Aguirre       | 22 años | Quiere quitarse toda la grasa que tiene en el cuerpo.                                                                                |                     |
| Capítulo 5              | Katherine Sánchez    | 20 años | Quiere arreglar su dentadura, tener una nariz respingada y dejar en su posición normal las mamas.                                    |                     |
| Capítulo 5              | María Trinidad       | 20 años | Quiere aumentar el volumen mamario, aumentar el volumen de los glúteos y quitarse la joroba de la nariz.                             | María Trinidad      |
| Capítulo 5              | Silvana Fernández    | 34 años | Quiere tener más volumen mamario, más volumen en los glúteos y quitarse piel que le sobra en los párpados                            |                     |
| Capítulo 5              | Angélica Ariza       | 19 años | Quiere una Liposucción, disminuir el volumen de los glúteos y levantar un poco las mamas.                                            | Angélica Ariza      |
| Capítulo 5              | Katherine Escobar    | 22 años | Quiere aumentar su volumen mamario, quiere levantar sus glúteos y hacerse un blanqueamiento dental.                                  |                     |
| Capítulo 6              | Paulina Sanhueza     | 26 años | Quiere quitarse las marcas de Acné y aumentar el volumen mamario.                                                                    | Paulina Sanhueza    |
| Capítulo 6              | Geraldine Ossa       | 32 años | Quiere una Liposucción, aumento del volumen de los glúteos.                                                                          |                     |
| Capítulo 6              | Romina Alvarado      | 29 años | Quiere quitarse la grasa y estrías que tiene en el abdomen, quitarse la joroba de la nariz.                                          | Romina Alvarado     |
| Capítulo 6              | Claudia Gómez        | 21 años | Quiere Tener más volumen mamario, quitarse la joroba de la nariz y quitarse la grasa del abdomen.                                    |                     |
| Capítulo 6              | Camila Arismendi     | 20 años | Quiere quitarse la grasa del abdomen, tener más volumen mamario y aumento del volumen de los glúteos.                                |                     |
| Capítulo 7 (Repechaje)  | María Díaz           | 37 años | Quiere hacer desaparecer las estrías, Tener más volumen mamario y quitarse la joroba de la nariz.                                    |                     |
| Capítulo 7 (Repechaje)  | Verónica Sepúlveda   | 21 años | Rinoplastía, Bichectomía, Liposucción de papada, Mastopexia, Lipoescultura y Lipoinyección glútea.                                   | Verónica Sepúlveda  |
| Capítulo 7 (Repechaje)  | Katherine Sánchez    | 20 años | Rinoplastía y Tratamiento dental. | Katherine Sánchez   |
| Capítulo 7 (Repechaje)  | Camila Arismendi     | 20 años | Mamoplastía de aumento, Abdominoplastía, Lipoescultura y Lipoinyección glútea.                                                       | Camila Arismendi    |
| Capítulo 7 (Repechaje)  | José Luis Concha     | 29 años | Quiere solucionar los dolores en la pelvis y el pene con erección, las caderas tenerlas más masculinas.                              |                     |
| Capítulo 8              | Mariela Fuentes      | 27 años | Tratamiento facial, Retoque en la nariz, Mamoplastía de aumento, Lipoescultura y Lipoinyección glútea con tensor.                    | Mariela Fuentes     |
| Capítulo 8              | Isabel Pérez         | 49 años | Blefaroplastía, Rinoplastía, Lipoinyección facial, Mastopexia, Abdominoplastía, Lipoescultura y Lipoinyección glútea.                | Isabel Pérez        |
| Capítulo 8              | Lorena Ortíz         | 39 años | Quiere tener la nariz respingada, quitarse un lunar del rostro y quitarse la grasa del abdomen.                                      |                     |
| Capítulo 8              | Carola Angulo        | 37 años | Quiere quitarse las arrugas del rostro, quitarse la grasa del abdomen y opera sus piernas chuecas.                                   |                     |
| Capítulo 8              | Macarena Bravo       | 19 años | Quiere aumentar y nivelar el volumen mamario y quitarse la grasa del abdomen.                                                        |                     |
| Capítulo 9              | Fanny Lara           | 26 años | Quiere sacar una quemadura del rostro, operarse la vista, aumentar el vol. mamario, arreglar sus dientes.                            | Fanny Lara          |
| Capítulo 9              | Jackeline Pérez      | 30 años | Quiere tener las orejas más pequeñas, una Liposucción y levantarse las mamas y los glúteos.                                          |                     |
| Capítulo 9              | María Teresa Carreño | 37 años | Quiere aumentar el volumen mamario, aumentar el volumen de los glúteos y quitarse las arrugas del rostro.                            |                     |
| Capítulo 9              | Fabiola Pizarro      | 24 años | Quiere aumentar su volumen mamario y de los glúteos, tener la nariz más pequeña y dejar de ser tan peluda                            | Fabiola Pizarro     |
| Capítulo 9              | Solange Paredes      | 29 años | Quiere levantar sus mamas, sacarse las estrías.                                                                                      |                     |
| Capítulo 10             | Yorka Van Dikinsson  | 32 años | Tratamiento dental, Liposucción de papada, Mamoplastía de aumento, Abdominoplastía, Lipoescultura y Lipoinyección glútea.            | Yorka Van Dikinsson |
| Capítulo 10             | Angélica Salinas     | 34 años | Quiere levantarse las mamas, eliminar una cicatriz y estrías del abdominal, levantar sus glúteos.                                    |                     |
| Capítulo 10             | Cecilia Gómez        | 60 años | Quiere estirar la piel del rostro, levantar sus mamas y levantar sus glúteos.                                                        |                     |
| Capítulo 10             | Valeria Pozo         | 32 años | Liposucción de papada, Mastopexia con implantes, Abdominoplastía, Lipoescultura y Lipoinyección glútea.                              | Valeria Pozo        |
| Capítulo 11             | Paulina Poblete      | 25 años | Quiere tener la nariz más pequeña, aumentar el volumen mamario y quiere una Liposucción.                                             | Paulina Poblete     |
| Capítulo 11             | Paulina Bermeo       | 41 años | Quiere levantar sus mamas y los glúteos, tener las orejas más pequeñas, eliminar la grasa del abdomen.                               |                     |
| Capítulo 11             | Daisy Berríos        | 28 años | Quiere levantar sus mamas, eliminar la grasa del abdomen.                                                                            |                     |
| Capítulo 11             | Katherine Olivos     | 37 años | Quiere estirar la piel del rostro y del abdomen.                                                                                     |                     |
| Capítulo 11             | María Isabel Tapia   | 31 años | Quiere arreglar su dentadura, eliminar la grasa del abdomen y aumentar el volumen mamario y los glúteos.                             | María Isabel Tapia  |
| Capítulo 12             | Camila Pizarro       | 25 años | Quiere aumentar su volumen mamario, arreglar su dentadura y levantar los glúteos.                                                    |                     |
| Capítulo 12             | Bessy Toro           | 40 años | Lipoinyección facial, Blefaroplastía inferior, Mamoplastía de aumento y Tratamiento dental.                                          | Bessy Toro          |
| Capítulo 12             | Catalina Castro      | 23 años | Quiere arreglar su dentadura, aumentar su volumen mamario, eliminar la grasa del abdominal.                                          |                     |
| Capítulo 12             | Claudia Zapata       | 29 años | Rinoplastía, Mastopexia con implantes, Abdominoplastía y Lipoescultura.                                                              | Claudia Zapata      |
| Capítulo 12             | Elizabeth Otarola    | 50 años | Quiere hacerse un rejuvenecimiento facial, levantar sus mamas y una Liposucción.                                                     |                     |
| Capítulo 13 (repechaje) | Catalina Castro      | 23 años | Tratamiento dental, Rinoplastía, Mamoplastía de aumento, Mini Abdominoplastía, Lipoescultura y Lipoinyección glútea.                 | Catalina Castro     |
| Capítulo 13 (repechaje) | María Teresa Carreño | 37 años | Relleno en surcos nasogenianos, Rinoplastía, Mamoplastía de aumento y Gluteoplastía.                                                 | Maria Carreño       |
| Capítulo 13 (repechaje) | Paulina Bermeo       | 41 años | Quiere levantar sus mamas y los glúteos, tener las orejas más pequeñas, eliminar la grasa del abdomen.                               |                     |
| Capítulo 13 (repechaje) | Angélica Salinas     | 34 años | Quiere levantarse las mamas, eliminar una cicatriz y estrías del abdominal, levantar sus glúteos.                                    |                     |
| Capítulo 13 (repechaje) | María José Candía    | 36 años | Auricoleoplastía, Rinoplastía, Mamoplastía de aumento y Lipoescultura.                                                               | María José Candía   |

## Hechos y detalles
- A pesar de que la 1 temporada de Quiero un Cambio comenzó en 2011, se le llamaba temporada 2012 por el motivo de que la mayoría de los capítulos emitidos por el programa fue en 2012.

- En la 1°temporada el jurado estaba compuesto por Roberto Hoppman, Natalia Toro y Angélica Castro o Adriana Aguayo, pero en la 2°temporada solamente siguieron como jurado Roberto Hoppman y Natalia Toro, mientras que Angélica Castro y Adriana Aguayo fueron reemplazadas por Maximiliano Gallardo. Debido a que Angélica Castro había firmado contrato con Canal 13 para ser jurado en el programa Proyecto Miss Chile y Adriana Aguayo se fue porque el programa quería renovar un poco el formato, quedando como jurado en la 2°temporada Roberto Hoppman, Natalia Toro y Maximiliano Gallardo.

- El participante jose luis concha más conocido como "Junior Playboy" que participó en el capítulo 1 de la 2° temporada tuvo que ser reintegrado nuevamente en el capítulo 7 de repechaje , debido a sus constantes intentos de entrar nuevamente al programa para lograr su sueño. Lamentablemente en el capítulo 7 de repechaje volvió a perder nuevamente.

- En el capítulo N°10 del programa de cirugías de Chilevisión se vivió una situación nunca antes vista en las dos temporadas que lleva el programa, ya que una de las participantes decidió renunciar minutos antes de ser evaluada por los profesionales. Catalina llegó junto a sus demás compañeras para competir por la deseada cirugía, pero luego de ver a las otras postulantes decidió dejar la competencia al darse cuenta de que las otras mujeres necesitaban mucho más la cirugía que ella, pero más que nada porque aseguró que no tenía problemas de autoestima como las cuatro participantes que la acompañaban.

- El capítulo N°11 fue muy conmovedor para los jueces, ya que las 2 participantes que resultaron ganadoras, fueron víctimas de abuso sexual.

## Audiencia
Episodio más visto.

     Episodio menos visto.

### 1.ª temporada
| 1  | 1  | lunes | 5 de diciembre  | Estreno del programa Presentación del programa Presentación de los participantes ganadores  | 23:14 - 00:25 | 17,6 | Tercero | [ 5 ]  |
| 2  | 2  | lunes | 12 de diciembre | Presentación del programa Presentación de los participantes ganadores                       | 23:20 - 00:38 | 15,6 | Cuarto  | [ 6 ]  |
| 3  | 3  | lunes | 19 de diciembre | Presentación del programa Presentación de los participantes ganadores                       | 22:30 - 23:45 | 16,0 | Segundo | [ 7 ]  |
| 4  | 4  | lunes | 26 de diciembre | Presentación del programa Presentación de los participantes ganadores                       | 23:08 - 00:11 | 15,1 | Quinto  | [ 8 ]  |
| 5  | 5  | lunes | 2 de enero      | Presentación del programa Presentación de los participantes ganadores                       | 22:33 - 23:10 | 16,4 | Segundo | [ 9 ]  |
| 6  | 6  | lunes | 9 de enero      | Presentación del programa Presentación de los participantes ganadores                       | 22:30 - 23:45 | 15,7 | Tercero | [ 10 ] |
| 7  | 7  | lunes | 16 de enero     | Presentación del programa Repechaje Presentación de los participantes ganadores             | 23:28 - 00:42 | 11,0 | Décimo  | [ 11 ] |
| 8  | 8  | lunes | 23 de enero     | Presentación del programa Presentación de los participantes ganadores                       | 23:30 - 00:00 | 11,3 | —       | [ 12 ] |
| 9  | 9  | lunes | 30 de enero     | Presentación del programa Presentación de los participantes ganadores                       | 22:30 - 23:45 | 9,7  | —       | [ 13 ] |
| 10 | 10 | lunes | 6 de febrero    | Presentación del programa Presentación de los participantes ganadores                       | 23:08 - 00:30 | 12,3 | Octavo  | [ 14 ] |
| 11 | 11 | lunes | 13 de febrero   | Presentación del programa Presentación de los participantes ganadores                       | 23:08 - 00:30 | 8,9  | —       | [ 15 ] |
| 12 | 12 | lunes | 20 de febrero   | Presentación del programa Presentación de los participantes ganadores Fin de la 1°temporada | 23:07 - 00:35 | 10,5 | Noveno  | [ 16 ] |

### 2.° Temporada
| 1  | 1  | jueves | 16 de mayo  | Presentación del programa Presentación de los participantes ganadores                      | 22:37 - 00:00 | 14,2 | Sexto   | [ 17 ] |
| 2  | 2  | jueves | 23 de mayo  | Presentación del programa Presentación de los participantes ganadores                      | 22:30 - 23:45 | 11,7 | —       | [ 18 ] |
| 3  | 3  | jueves | 30 de mayo  | Presentación del programa Presentación de los participantes ganadores                      | 22:30 - 23:45 | 12,5 | —       | [ 19 ] |
| 4  | 4  | jueves | 6 de junio  | Presentación del programa Presentación de los participantes ganadores                      | 22:30 - 23:45 | 11,8 | —       | [ 20 ] |
| 5  | 5  | jueves | 13 de junio | Presentación del programa Presentación de los participantes ganadores                      | 22:34 - 00:01 | 15,4 | Tercero | [ 21 ] |
| 6  | 6  | jueves | 20 de junio | Presentación del programa Presentación de los participantes ganadores                      | 22:30 - 23:45 | 13,2 | Séptimo | [ 22 ] |
| 7  | 7  | jueves | 27 de junio | Presentación del programa Repechaje Presentación de los participantes ganadores            | 22:30 - 23:45 | 12,4 | —       | [ 23 ] |
| 8  | 8  | jueves | 4 de julio  | Presentación del programa Presentación de los participantes ganadores                      | 22:30 - 23:45 | 11,7 | —       | [ 24 ] |
| 9  | 9  | jueves | 11 de julio | Presentación del programa Presentación de los participantes ganadores                      | 22:30 - 23:45 | 13,0 | Noveno  | [ 25 ] |
| 10 | 10 | jueves | 18 de julio | Presentación del programa Presentación de los participantes ganadores                      | 22:30 - 23:45 | 10,7 | —       | [ 26 ] |
| 11 | 11 | jueves | 25 de julio | Presentación del programa Presentación de los participantes ganadores                      | 22:30 - 23:45 | 11,4 | —       | [ 27 ] |
| 12 | 12 | jueves | 1 de agosto | Presentación del programa Presentación de los participantes ganadores                      | 22:30 - 23:45 | 10,7 | —       | [ 28 ] |
| 13 | 13 | jueves | 8 de agosto | Presentación del programa Presentación de los participantes Ganadores Término de temporada | 22:30 - 23:45 | 11,0 | —       | [ 29 ] |